# Gefängnis Hameln

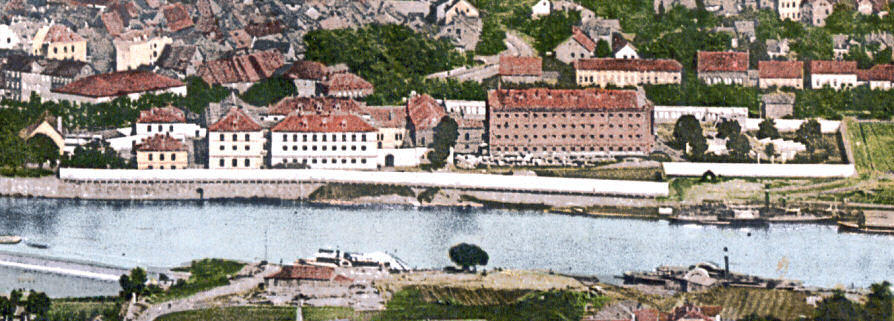
Blick vom Klüt auf die Gefängnisanlage an der Weser um 1900

Das Gefängnis Hameln, auch bekannt als der Stockhof, war ein Gefängnis und Zuchthaus in Hameln. Die Strafanstalt, zu der es bereits seit 1698 eine Vorgängereinrichtung gab, bestand von 1827 bis 1980. Sie lag zwischen der Altstadt und der Weser. Die denkmalgeschützten Gefängnisgebäude werden für einen Hotelbetrieb genutzt.

## Geschichte
Die Strafanstalt geht auf den 1698 erbauten Stockhof zurück. Darin waren Gefangene untergebracht, die zum Festungsbau verurteilt waren. Der Name beruht darauf, dass die Gefangenen in ihrem Schlafhaus wegen der Fluchtgefahr nachts an einen Stock angeschlossen waren. 
Wegen Überfüllung wurde 1713 ein neues Gefängnis erbaut. 1827 kam es auf dem ehemaligen Gelände der Festung Hameln unmittelbar an der Weser zu einem Neubau, von dem einige der noch vorhandenen Gebäudereste stammen. Es entstanden drei Gebäudeflügel und Nebengebäude. Dies war die Königliche Strafanstalt, aus der 1866 ein preußisches Gefängnis wurde. 

### Zeit des Nationalsozialismus

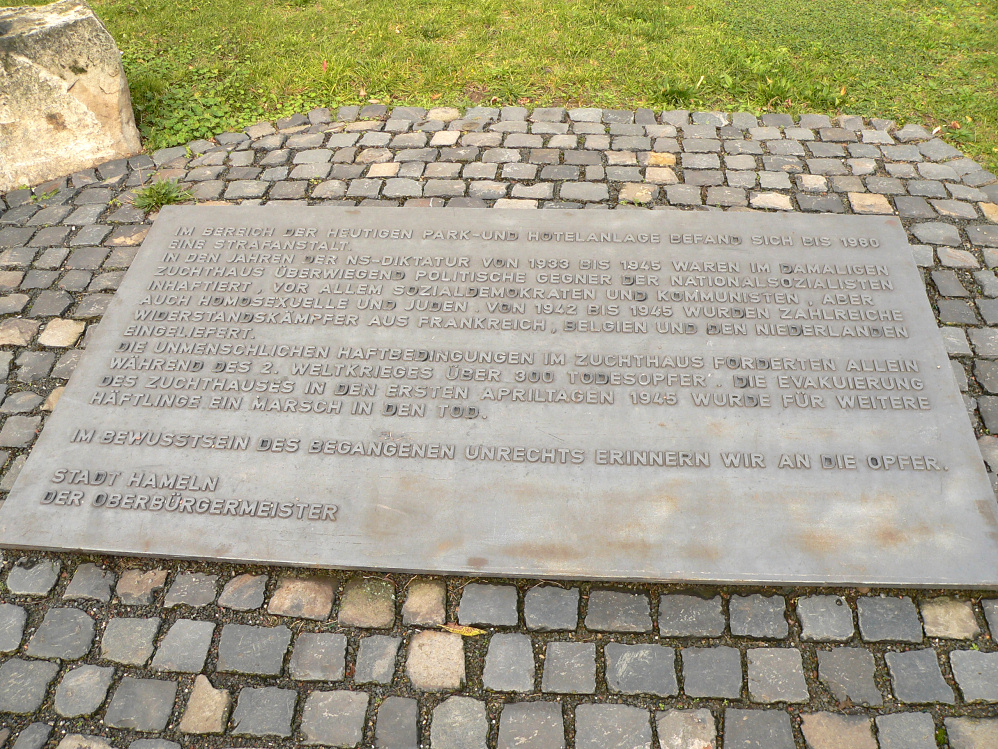
Gedenktafel vor dem Gefängnis

In der Zeit des Nationalsozialismus waren ab 1933 neben den rund 500 kriminellen Häftlingen auch hunderte politische Gefangene inhaftiert. Es waren nach Ansicht der nationalsozialistischen Machthaber vorwiegend Kommunisten und Sozialdemokraten, aber auch Homosexuelle und Juden. 1935 wurden die Außenmauern erhöht und die Anstalt in ein Zuchthaus umgewandelt. Während des Zweiten Weltkriegs kamen politische Gefangene aus Frankreich und Dänemark dazu, auch als Nacht- und Nebel-Gefangene. Nach amtlicher Statistik starben zwischen 1939 und 1945 305 Häftlinge, 55 davon noch nach ihrer Befreiung durch amerikanische Truppen. Bei Kriegsende befahl die SS am 5. April 1945 während der Beschießung der Stadt eine Räumung des Gefängnisses und den Fußmarsch zum Außenlager Holzen, der für viele Gefangene zu einem Todesmarsch entlang dem Ith wurde.

### Nachkriegszeit

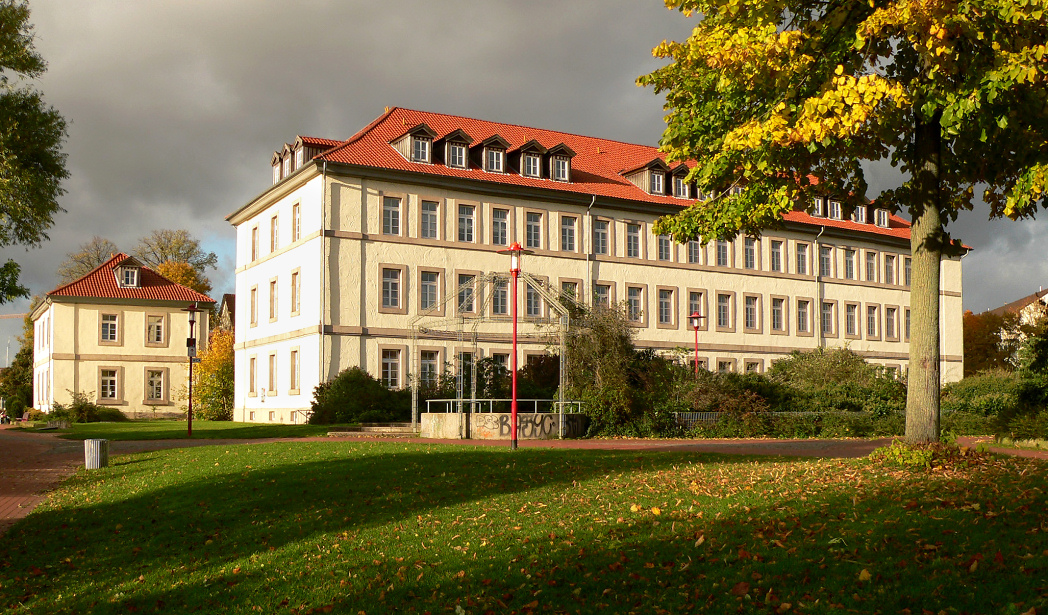
Einzelne Gebäude des Gefängnisses heute

Im Nachkriegsdeutschland diente das Gefängnis ab dem 13. Dezember 1945 der britischen Militärregierung bis 1949 als Hinrichtungsstätte. Der Henker war der Brite Albert Pierrepoint. 156 Personen wurden in dieser Zeit als Kriegsverbrecher hingerichtet. Darunter waren die im Bergen-Belsen-Prozess verurteilten KZ-Aufseherinnen Irma Grese, Elisabeth Volkenrath und Johanna Bormann, der Lagerkommandant Josef Kramer, der KZ-Arzt Fritz Klein. Weitere Hinrichtungen aufgrund alliierter Prozesse betrafen die KZ-Ärzte Rolf Rosenthal, Hans Körbel und Benno Orendi, Vera Salvequart (Kapo im KZ Ravensbrück), die SS-Aufseherinnen Ruth Neudeck, Dorothea Binz, Elisabeth Marschall und Emma Zimmer, den ehemaligen Bataillonskommandeur der 12. SS-Panzerdivision Bernhard Siebken und Fritz Knöchlein, Chef der 4. Kompanie des 2. SS-Totenkopfregimentes. 
Weitere 44 Personen wurden hingerichtet, weil sie gegen das Besatzungsrecht verstoßen hatten. Darunter waren 42 ehemalige, zum Teil osteuropäische Zwangsarbeiter. Die letzte Hinrichtung in Hameln erfolgte am 6. Dezember 1949 an dem Polen Jerzy Andziak (einer Displaced Person) wegen Schusswaffengebrauchs mit Todesfolge.
1955 wurde das Zuchthaus Hameln aufgelöst und die Insassen kamen in die JVA Celle. Am 1. Oktober 1958 wurde das Gefängnis zur Jugendstrafanstalt, deren Gefangene 1980 in die neu errichtete Jugendanstalt Hameln in Tündern verlegt wurden. Damit endete der Gefängnisbetrieb. Im Jahre 1986 wurden Zellenbau, Ost- und Westflügel der Anlage abgerissen. Die übrigen Teile wurden in ein Hotel umgewandelt, das im August 1993 eröffnete.

## Politische Häftlinge in der Zeit des Nationalsozialismus (Auswahl)
- Emil Carlebach, jüdischer Gewerkschafter
- Arthur Gerlt, Mitglied des Komitees für Proletarische Einheit
- Wilhelm Hahn junior, Sozialdemokrat und Widerstandskämpfer[3]
- Walter Krämer, Kommunist
- Friedrich Lohmeyer, SPD-Funktionär und Widerstandskämpfer
- Wilhelm Müller, Kommunist
- Karl Schinke, Sozialdemokrat
- Peter Schneider, Sozialdemokrat
- Ernst Wesemann, Sozialdemokrat

## Unter britischer Besatzung hingerichtet (Auswahl)
- Dorothea Binz, KZ-Aufseherin
- Johanna Bormann, KZ-Wärterin
- Irma Grese, KZ-Aufseherin
- Franz Hößler, SS-Hauptsturmführer und Schutzhaftlagerführer
- Gustav Alfred Jepsen, SS-Obersturmbannführer
- Fritz Klein, KZ-Arzt
- Fritz Knöchlein, SS-Obersturmführer
- Hans Körbel, SS-Arzt, Werksarzt bei Volkswagen
- Josef Kramer, KZ-Kommandant
- Günther Kuhl, SS-Obersturmbannführer
- Friedrich Opitz, SS-Hauptsturmführer und Werksleiter im KZ Ravensbrück
- Max Pauly, KZ-Kommandant
- Rolf Rosenthal, SS-Arzt
- Karl Eberhard Schöngarth, SS-Brigadeführer
- Bernhard Siebken, SS-Obersturmbannführer
- Walter Sonntag, SS-Hauptsturmführer,  KZ-Zahnarzt
- Bruno Tesch, Chemiker
- Anton Thumann, SS-Obersturmführer
- Elisabeth Volkenrath, KZ-Aufseherin
- Johann Frahm, SS-Unterscharführer im KZ Neuengamme